# 理系の人々
『理系の人々』（りけいのひとびと）はよしたにによる日本の漫画（ウェブコミック）作品。

## 作品概要
同作者作品である『ぼく、オタリーマン。』同様、作者の経験を基軸とした作品。ただし『ぼく、オタリーマン。』では、いわゆるオタクと呼ばれる人々の思考・思想・行動をテーマにしているのに対して、本作では、いわゆる理系の職場や学問の現場に生きる人たちのあるあるネタを主題としている。なお単行本には「We Are Techies!」というサブタイトルが付与されている。
リクルート社の運営している転職・職業案内ポータルサイト「リクナビNEXT」内における、理工系技術者向けウェブマガジン「Tech総研」の1コーナー（実質は同サイトによって運営されていたアンテナブログ）『エンジニア★流星群』にて2006年5月31日より連載開始。連載当初は四コマ漫画として開始されたが連載第11回（2006年8月7日更新分）から『ぼく、オタリーマン。』同様の1ページ形式が混ざるようになり、のち徐々に形式が1ページ形式メインとなっていった。
2008年10月に『ぼく、オタリーマン。』の発刊元であった中経出版より、リクルート社の協力のもとで書籍単行本が発売された。そのため『エンジニア★流星群』連載を含む「Tech総研」連載分が収録されている単行本（1巻から4巻の初版まで。期間としては2008年から2015年まで）に関しては「リクナビNEXT・Tech総研」のロゴが付与されている。2009年10月6日更新分よりTech総研の移転およびサイト再構成に伴い、移転したTech総研サイトの「エンジニア魂」コーナーに移転。2013年における中経出版のKADOKAWAへの再編成をきっかけとして、2014年4月に連載先がそれまでの「Tech総研」（リクルート）から、ウェブコミックサイトである「ComicWalker」（KADOKAWA）に移籍して連載された。2018年1月12日より再度移籍し、ダ・ヴィンチニュース（KADOKAWA）にて2020年6月25日まで連載していた。
2014年10月27日より「ひかりTV」よりオリジナルコンテンツの4K連続ドラマ（実写）として放送開始。主演は伊藤淳史と真野恵里菜。

## 単行本
- よしたに『理系の人々』中経出版→KADOKAWA、全6巻
  1. うっとうしいけど、憎めない（2008年10月7日、初版発行）ISBN 978-4-8061-3157-1
  2. 愛しいくらい、めんどくさい（2010年3月31日、初版発行）ISBN 978-4-8061-3667-5
  3. あきれるくらい、夢がある（2012年4月11日、初版発行）ISBN 978-4-8061-4350-5
本巻までがリクナビNEXT・Tech総研（リクルート）協力に基づく、中経出版の単独発刊。
  4. こだわり持つのが 仕事です（2014年2月28日、初版発行）ISBN 978-4-04-600193-1
本巻のみリクナビNEXT・Tech総研（リクルート）協力、中経出版編集、KADOKAWA発刊。「Tech総研」連載分の最終巻であり、リクナビNEXTロゴが付与された最後の巻。
  5. ちっぽけだけど 世界に続く道（2015年12月17日、初版発行）ISBN 978-4-04-600926-5
本作よりKADOKAWA単独発刊名義。本巻より収録内容が『ComicWaker』の連載分となり、キトラ（KADOKAWA KITORA）レーベルよりの発刊となっている。
  6. 未完成だからこそ前向きに（2017年3月2日、初版発行）ISBN 978-4-04-601671-3
- よしたに『新理系の人々』KADOKAWA〈キトラ〉、既刊1巻
  1. すごいぞ! 日本の科学 最前線（2018年4月26日、初版発行）ISBN 978-4-04-602212-7
  2. 未来を変える! テクノロジー最前線（2019年6月27日）
  3. いのちを救え! 防災プロジェクト 最前線（2020年3月26日）

## Webドラマ
上記の通りひかりTVのオリジナルコンテンツとしてドラマ化された。1回に対して掌編数本によって成立しているオムニバス作品として制作されており、原作のドラマ化となる「よしたに編」（システムエンジニア編）と、ドラマオリジナルストーリーによる「おのでら編」（リケジョ研究者編）の2編からなる。演出や脚本も理系出身者が多い。全42話（各話約3分）のショードコメディドラマ作品である。

### キャスト

#### よしたに編
- よしたに：伊藤淳史
- 井上：大水洋介（ラバーガール）
- 藤本：越村友一
- 菅原：戸田昌宏
- 柴崎：永岡卓也
- 白鳥：増田有華
- 安達：桜田通
- 牧村：土佐和成

#### おのでら編
- おのでら：真野恵里菜
- 市川：松本莉緒
- 東条：本多力
- 丸山：駒木根隆介

### スタッフ
- 原作 - よしたに「理系の人々（KADOKAWA「ComicWalker」連載中）
- 演出 - 瑠東東一郎、上田誠、吉原通克
- 脚本 - 徳尾浩司
- 企画協力 - 株式会社グローパル
- 演出補 - 松本喜代美、吉原通克、市川豊
- 撮影 -  鈴木耕一
- 撮影助手 - 石川男志
- 音声 - 小林武史
- 音声助手 - 遠藤拓也
- 音響効果 - 岩下康洋
- 照明 - 増田靖志
- 照明助手 - 斉藤順
- 番組広報 - 山上雄大
- 制作進行 - 高橋裕也
- 制作 - 岸根明、金子哲男
- アシスタントプロデューサー - 佐藤恵理子
- ラインプロデューサー - 神山明子
- プロデューサー - 小泉美果、萩野谷剛
- 制作統括 - 須賀田大
- 制作協力 - メディアプルポ
- 制作 - TBSビジョン
- 製作著作 - ひかりTV